# Eugraphe obsoleta
Eugraphe obsoleta is een vlinder uit de familie van de uilen (Noctuidae). De wetenschappelijke naam van de soort is voor het eerst geldig gepubliceerd in 1986 door Yi-Xin Chen.

## Type
- holotype: "male. 3.VII.1975. leg. Fu-sheng Hwang"
- instituut: IZAS Beijing, China
- typelocatie: "China, Xizang, Zham, 2400 m"